# إيثان اين
إيثان اين (بالإنجليزية: Ethan Wayne)‏ هو ممثل أمريكي، ولد في 22 فبراير 1962 في الولايات المتحدة.

## أعمال

### أفلام
- (1971) جيك الكبير

## وصلات خارجية
- إيثان اين على موقع IMDb (الإنجليزية)
- إيثان اين على موقع ألو سيني (الفرنسية)
- إيثان اين على موقع أول موفي (الإنجليزية)
- إيثان اين على موقع قاعدة بيانات الأفلام السويدية (السويدية)
- إيثان اين على موقع قاعدة بيانات الفيلم (الإنجليزية)